# Hinter der Träncke im Flögelner Holz
Hinter der Träncke im Flögelner Holz ist der Name eines Naturschutzgebietes in der Ortschaft Flögeln der niedersächsischen Stadt Geestland im Landkreis Cuxhaven.
Das Naturschutzgebiet mit dem Kennzeichen NSG LÜ 124 ist 8 Hektar groß. Das Gebiet steht seit dem 2. August 1985 unter Naturschutz. Zuständige untere Naturschutzbehörde ist der Landkreis Cuxhaven.
Das Naturschutzgebiet liegt im Flögelner Holz nordwestlich von Bad Bederkesa und südwestlich von Flögeln und stellt ein Gebiet innerhalb des Waldes unter Schutz, in dem sich ein Kleinstmoor und naturnaher Eichen-Buchenmischwald befindet.